# Arne Lifmark
Arne Lifmark, född 23 juni 1939 i Jönköping, är en svensk regissör och manusförfattare.
Lifmark regidebuterade 1982 med TV-filmen Polisen som vägrade svara.

## Regi i urval
- 1998 - När karusellerna sover (TV-serie)
- 1996 - Polisen och pyromanen (TV)
- 1990 - Makedonia (TV)
- 1988 - Polisen som vägrade ta semester (TV)

## Filmmanus i urval
- 1996 - Polisen och pyromanen (TV)
- 1988 - Polisen som vägrade ta semester (TV)

## Producent
- 1987 - Kurt Olssons television (TV-serie)